# Manolo Caracol
Manolo Caracol, nome artístico de Manuel Ortega Juárez (Sevilha, 9 de julho de 1909 — Madrid, 24 de fevereiro de 1973) foi um cantor de flamenco. Morreu num acidente de trânsito em Aravaca, na rodovia que leva à Corunha.
Proveniente de uma larga estirpe flamenca, era tetraneto de "El Planeta", um dos primeiros "cantaores" de flamenco de que se têm notícia.
Começou a cantar desde muito jovem e, em 1922, obteve um prêmio no "Concurso de Cante Jondo de Granada", organizado entre outros por Federico García Lorca. 
Procurando ganhar a vida cantando em festas privadas, começa sua participação em espectáculos e filmes, normalmente formando parelha artística com Lola Flores. Durante essa etapa adquiriu uma grande popularidade. Em 1963 inaugurou o tablao Los Canasteros, ao qual dedicaria o resto de sua vida.

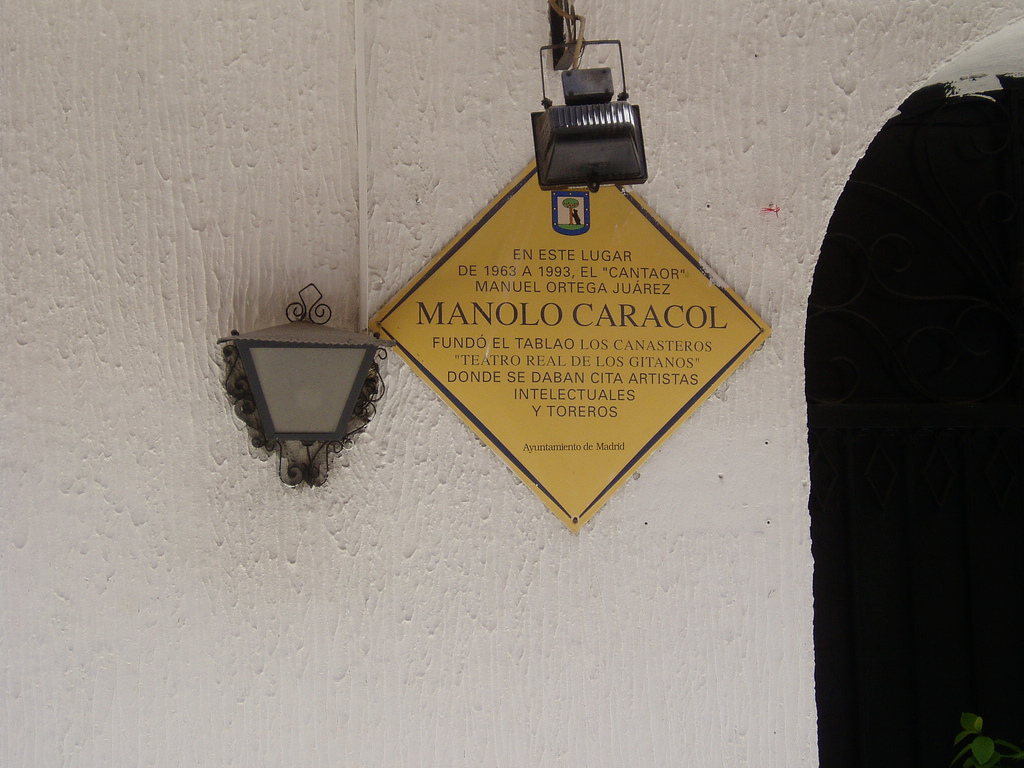

É sabido que Manolo Caracol, para poder realizar a abertura de "Los Canasteros", em uma festa onde acudiu o Chefe de Estado (Francisco Franco), se pôs de joelhos, e dando vivas ao "Generalíssimo", ao "regime franquista", e outras frases patrióticas, implorou-lhe a abertura do local.
Ainda que fosse um cantor bastante completo, entre seus palos mais populares se encontram o fandango e a zambra. Revolucionou o flamenco acompanhando seus cantes com uma orquestra ou com um piano.